# Ashley Benson
Ashley Victoria Benson (Anaheim, 18 dicembre 1989) è un'attrice statunitense.
È nota principalmente per il ruolo di Hanna Marin in Pretty Little Liars.

## Biografia

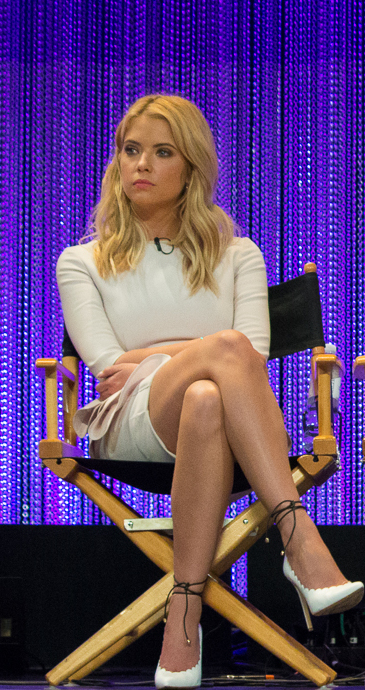
Ashley Benson nel 2014

Ashley Victoria Benson è nata e cresciuta ad Anaheim Hills, California, da Shannon e Jeff Benson. Ha una sorella più grande, Shaylene. Fa il suo debutto sul grande schermo con un piccolo ruolo in 30 anni in 1 secondo, per poi entrare nel cast di Il tempo della nostra vita in cui interpreta Abigail Deveraux, figlia di Jack Deveraux e Jennifer Horton. Nel 2007 è nel film Ragazze nel pallone - Pronte a vincere, diretto da Steve Rash, l'anno dopo invece recita nel film Cheerleader Scandal, basato su fatti realmente accaduti alla McKinney North High School, nel ruolo di Brooke Tippit.
Nel 2010 ottiene il ruolo di Hanna Marin, una delle protagoniste della serie tv Pretty Little Liars, basata sui libri di Sara Shepard, che racconta la storia di quattro adolescenti la cui vita è minacciata costantemente da una persona anonima. La serie, che la terrà impegnata per ben 7 anni, ha avuto un'ottima accoglienza da parte del pubblico e la porterà a vincere il premio di miglior attrice televisiva ai Teen Choice Awards tre volte (nel 2014, nel 2015 e nel 2016). Lo stesso anno inoltre partecipa al film TV Cupido a Natale diretto da Gil Junger. Nel 2012, per un rifiuto di Emma Roberts, entra a far parte del cast del film Spring Breakers - Una vacanza da sballo con Selena Gomez, Vanessa Hudgens, Rachel Korine e James Franco.
Nel gennaio 2013 diventa testimonial del marchio di moda americano Faviana, mentre durante il mese di luglio 2014 è il volto della collezione estiva Divided della H&M. Partecipa inoltre al film Pixels come Lady Lisa, uscito nelle sale americane il 24 luglio 2015. Nel 2018, sul set del film Her Smell, si cimenta anche nel canto. Nel 2023 ottiene un ruolo di rilievo nella miniserie Wilderness - Fuori controllo, disponibile su Prime Video, in cui recita al fianco di Jenna Coleman e Oliver Jackson-Cohen.
È molto attiva anche nel campo della moda: nel 2017 ha avviato una collaborazione con il marchio Privé Revaux per una collezione di occhiali da sole, mentre nel 2022 ha lanciato la sua linea di profumi, ASH by Ashley Benson.

## Vita privata
Ashley risiede a Los Angeles ed è una grande tifosa dei Lakers.
Si è dichiarata contro ogni tipo di droga, avendo assistito a spiacevoli storie di dipendenza all'interno della sua famiglia.
Dopo una lunga storia con Ryan Good (stylist e road manager di Justin Bieber) e un flirt con il collega Tyler Blackburn, dal 2018 al 2020 la Benson ha avuto una relazione di alto profilo con la supermodella inglese Cara Delevingne, mentre tra il 2020 e il 2021 ha frequentato il rapper G-Eazy, con il quale ha collaborato alla realizzazione di alcune canzoni.
Nel luglio 2023 viene reso noto il suo imminente matrimonio con Brandon Davis, nipote del defunto magnate del petrolio Marvin Davis, avvenuto pochi mesi dopo. Il 29 febbraio 2024 la coppia ha annunciato la nascita della loro prima figlia.

## Filmografia

### Cinema
- 30 anni in 1 secondo (13 Going on 30), regia di Gary Winick (2004)
- Ragazze nel pallone - Pronte a vincere (Bring It On: In It To Win It), regia di Steve Rash (2007)
- Bart Got a Room, regia di Brian Hecker (2008)
- Mother Goose Parade, regia di Jilian Hanson-Cox (2008)
- Time Warrior, regia di Joaquin Rodriguez (2013)
- Spring Breakers - Una vacanza da sballo (Spring Breakers), regia di Harmony Korine (2013)
- Ratter - Ossessione in Rete (Ratter), regia di Branden Kramer (2015)
- Pixels, regia di Chris Columbus (2015)
- Elvis & Nixon, regia di Liza Johnson (2016)
- Chronically Metropolitan, regia di Xavier Manrique (2017)
- Her Smell, regia di Alex Ross Perry (2018)
- The birthday cake - Vendetta di famiglia (The Birthday Cake), regia di Jimmy Giannopoulos (2021)
- Private Property, regia di Chadd Harbold (2022)
- The Loneliest Boy In The World, regia di Martin Owen (2022)
- Angry Neighbors, regia di Warren Brock (2022)
- 18 & Over (Alone at Night), regia di Jimmy Giannopoulos (2022)
- Mob Land, regia di Nicholas Maggio (2023)
- McVeigh, regia di Mike Ott (2024)

### Televisione
- Nikki – serie TV, episodio 2x18 (2002)
- The District – serie TV, episodio 3x03 (2002)
- West Wing - Tutti gli uomini del Presidente (The West Wing) – serie TV, episodio 4x06 (2002)
- Squadra Med - Il coraggio delle donne (Strong Medicine) – serie TV, episodio 5x04 (2004)
- Il tempo della nostra vita (Days Of Our Lives) – soap opera, 45 episodi (2004-2007)
- Settimo cielo (7th Heaven) – serie TV, episodi 9x17 e 9x19 (2005)
- Zoey 101 – serie TV, episodio 1×07 (2005)
- The O.C. – serie TV, episodio 4x06 (2006)
- Cheerleader Scandal (Fab Five: The Texas Cheerleader Scandal), regia di Tom McLoughlin – film TV (2008)
- Supernatural – serie TV, episodio 4x07 (2008)
- CSI: Miami – serie TV, episodio 7x05 (2008)
- Eastwick – serie TV, 13 episodi (2009-2010)
- Cupido a Natale (Christmas Cupid), regia di Gil Junger – film TV (2010)
- Pretty Little Liars – serie TV, 160 episodi (2010-2017) – Hanna Marin
- Ravenswood – serie TV, episodi 1x05 e 1x10 (2013-2014)
- I Griffin (Family Guy) – serie TV, episodio 12x11 - voce (2014)
- How I Met Your Mother – serie TV, episodio 8x14 (2014)
- Wilderness - Fuori controllo (Wilderness), regia di So Yong Kim – miniserie TV, 6 episodi (2023)

### Videoclip
- True Love - Lil' Romeo (2002)
- We Don't Have to Look Back Now - Puddle of Mudd (2008)
- That Girl - NLT (2009)
- BlackLight - One Call (2010)
- Honestly - Hot Chelle Rae (2012)
- Can't Wait - The Akergirls (2019)
- Imagine - Gal Gadot (2020)

## Discografia

### Come cantante
- Stars Go Out come Cindy Ultra (2017)
- Breathe, con Elisabeth Moss, Agyness Deyn, Gayle Rankin, Cara Delevingne, Dylan Gelula e Amber Heard (2019)
- Can't Wait, con Cara Delevingne e Dylan Gelula (2019)
- Creep, con G-Eazy (2020)
- All the Things You're Searching For, con G-Eazy e Kossisko (2020)

### Come autrice
- Every Night of The Year di G-Eazy - co-autrice con Gerald Gillum, Dakarai Gwitira e John Michael Roucell (2020)

## Premi e riconoscimenti
- 2011 - Young Hollywood Awards
  - Cast da guardare per Pretty Little Liars condiviso con Lucy Hale, Troian Bellisario e Shay Mitchell
- 2011 - Youth Rock Awards
  - Miglior attrice televisiva per Pretty Little Liars
- 2013 - Alliance of Women Film Journalists Awards
  - Candidatura come attrice che necessita di un nuovo agente per Spring Breakers - Una vacanza da sballo condiviso con Rachel Korine, Selena Gomez e Vanessa Hudgens
- 2013 - Capricho Awards
  - Candidatura come miglior bacio per Spring Breakers - Una vacanza da sballo condiviso con James Franco e Vanessa Hudgens
  - Candidatura come miglior attrice internazionale per Pretty Little Liars
- 2014 - MTV Movie Awards
  - Candidatura come miglior bacio per Spring Breakers - Una vacanza da sballo condiviso con James Franco e Vanessa Hudgens
- 2014 - Teen Choice Awards
  - Miglior attrice televisiva dell'estate per Pretty Little Liars[10]
  - Candidatura come miglior icona di stile
- 2015 - People's Choice Awards
  - Candidatura come miglior attrice televisiva via cavo per Pretty Little Liars
- 2015 - Teen Choice Awards[11]
  - Miglior attrice televisiva dell'estate per Pretty Little Liars
- 2016 - People's Choice Awards
  - Candidatura come miglior attrice televisiva via cavo per Pretty Little Liars
- 2016 - Teen Choice Awards[12]
  - Miglior attrice televisiva drammatica per Pretty Little Liars
  - Miglior intesa televisiva per Pretty Little Liars condiviso con Tyler Blackburn
- 2017 - People's Choice Awards
  - Candidatura come miglior attrice televisiva via cavo per Pretty Little Liars
- 2017 - Teen Choice Awards[30]
  - Candidatura come miglior attrice televisiva drammatica per Pretty Little Liars

## Doppiatrici italiane
Nelle versioni in italiano delle opere in cui ha recitato, Ashley Benson è stata doppiata da:
- Veronica Puccio in Eastwick, Spring Breakers - Una vacanza da sballo, Elvis & Nixon, Wilderness - Fuori controllo, The O.C
- Gemma Donati in Pretty Little Liars, Ratter - Ossessione in Rete
- Eva Padoan in Cupido a Natale
- Jolanda Granato in Cheerleader Scandal
- Francesca Manicone in CSI: Miami
- Gea Riva in How I Met Your Mother
- Letizia Ciampa in Ragazze nel pallone - Pronte a vincere